# Faccetta nera
Faccetta nera est une chanson de propagande italienne, initialement écrite par le poète romain Renato Micheli en 1935, peu avant la seconde guerre italo-éthiopienne. Les paroles illustrent le fait qu'une des raisons officielles de l'invasion de l'Éthiopie par l'Italie est l'abolition de l'esclavage, fin de l'esclavage en Éthiopie qui est proclamée en 1936 par Mussolini.
Mise en musique par le compositeur Mario Ruccione et interprétée par Carlo Buti, la chanson devient rapidement très populaire, notamment auprès des troupes en partance pour l'Abyssinie occupée par l'Italie fasciste.
Elle est toutefois bannie par Benito Mussolini après la conquête italienne de l'Éthiopie. La chanson est en effet implicitement érotique, alors même que l'Italie introduit, à partir de mai 1936, plusieurs lois interdisant la cohabitation et le mariage entre les Italiens et les natifs de l'empire colonial italien, efforts qui culminent avec les lois raciales de 1938.

## Paroles
| Texte original | Traduction |
| --- | --- |
| Se tu dall'altipiano guardi il mare Moretta che sei schiava fra gli schiavi Vedrai come in un sogno tante navi E un tricolore sventolar per te. Faccetta nera, bell'abissina Aspetta e spera che già l'ora s'avvicina quando saremo insieme a te noi ti daremo un'altra legge e un altro Re. La legge nostra è schiavitù d'amore Il nostro motto è libertà e dovere Vendicheremo noi camicie nere Gli eroi caduti liberando te. Faccetta nera, bell'abissina Aspetta e spera che già l'ora s'avvicina Quando saremo insieme a te Noi ti daremo un'altra legge e un altro Re. Faccetta nera, piccola abissina Ti porteremo a Roma, liberata Dal sole nostro tu sarai baciata Sarai in camicia nera pure tu. Faccetta nera, sarai romana La tua bandiera sarà sol quella italiana Noi marceremo insieme a te E sfileremo avanti al Duce, avanti al Re. | Si, du haut du plateau, tu regardes la mer Petite noire qui es esclave parmi les esclaves Tu verras, comme en rêve, de nombreux navires Et un drapeau tricolore flotter pour toi. Joli petit visage noir, belle Abyssinienne Attends et espère, car l'heure est proche Lorsque nous serons avec toi Nous te donnerons une autre loi et un autre Roi. Notre loi est l'esclavage de l'amour Notre devise est liberté et devoir Nous vengerons, nous, chemises noires Les héros tombés en te libérant. Joli petit visage noir, belle Abyssinienne Attends et espère, car l'heure est proche Lorsque nous serons avec toi Nous te donnerons une autre loi et un autre Roi. Joli petit visage noir, petite Abyssinienne Nous t'emmènerons, libérée, à Rome Par notre soleil tu seras embrassée Tu seras en chemise noire toi aussi. Joli petit visage noir, tu seras Romaine Ton seul drapeau sera celui de l'Italie Nous marcherons avec toi Et défilerons devant le Duce, devant le Roi. |